# Gerlinde Wiencirz
Gerlinde Wiencirz (* 1944 in Breslau) ist eine deutsche Autorin und Übersetzerin von Kinderbüchern.

## Leben und Wirken
Sie ist in Bonn aufgewachsen und hat als gelernte Buchhändlerin eine Zeitlang die erste Kinderbuchhandlung Deutschlands geleitet. Später war sie als Bilderbuchredakteurin und freie Lektorin tätig. Seit vielen Jahren tritt sie als Herausgeberin sowie mit eigenen Kinderbüchern und Übersetzungen in Erscheinung, die auch mehrfach neu aufgelegt wurden.
Gerlinde Wiencirz lebt mit ihrer Familie am Bodensee.

## Bibliographie

### Kinder- und Jugendliteratur (Auswahl)

#### Bilderbücher
- Waldo und sein toller Trick. Bilderbuch. 1987 ISBN 3-473-33601-7
- Ich bin das kleine Kaninchen. Bilderbuch. 1988 ISBN 3-473-30298-8
- Komm mit zum Markt. Mit Bildern von Uli Waas. Kerle Verlag, Freiburg-Wien-Basel 2001. ISBN 3-451-70382-3
- Weihnachten ist bald. 2010. ISBN 978-3-7607-5052-1

#### Herausgeberschaften
- Morgen, Kinder, wird's was geben. Gesammelte Lieder u. Gedichte zur Weihnachtszeit. 1985 ISBN 3-473-33682-3
- Leuchte auf, mein Licht. Gesammelte Martins- und Laternenlieder. 1992 ISBN 3-473-33726-9
- Mein großes Buch zur Weihnachtszeit. Die schönsten Winter- und Weihnachtsgeschichten. 2010 ISBN 978-3-7607-5301-0

## Auszeichnungen
- 1996 Eulenspiegelpreis zusammen mit Andreas Röckener für Eine Schlacht? Die könnt Ihr haben!